# Gerrit Santing
Gerrit (Geert) Santing (Borger, 24 januari 1914 - Roden, 19 februari 2005) was een Nederlandse beeldhouwer.

## Levensloop
Santing was de jongste van acht kinderen van een caféhoudersechtpaar. Zijn vader overleed toen hij zes jaar was. Na zijn jeugd begon hij een rijwielhandel in Borger. In september 1943 trouwde hij met Aaltje Steenbergen. Het echtpaar kreeg een zoon en een dochter. In 1953 kochten ze een café in Vlagwedde. In 1964 vestigde het gezin zich in Roden, waar hij vanaf 1968 beeldhouwer was. Als beeldhouwer was Santing een autodidact. Diverse van zijn werken zijn in Drenthe te vinden. Zijn beeldhouwwerken hebben allemaal direct of indirect een relatie met die provincie. Replica's van zijn beeld Otie en kleinkind zijn verspreid over de hele wereld, omdat deze beeldjes jaarlijks door de gemeente Borger-Odoorn aan de deelnemende groepen van het SIVO Wereld Dans en Muziek Festival werden geschonken. Hij stierf op 91-jarige leeftijd in 2005.

## Werken (selectie)
- Harm Tiesing (1976), Borger
- Otie en kleinkind (1980), Odoorn[3]
- Jan Naarding (1981), Sleen
- Scheeper en zijn hond (1991), Exloo[4]

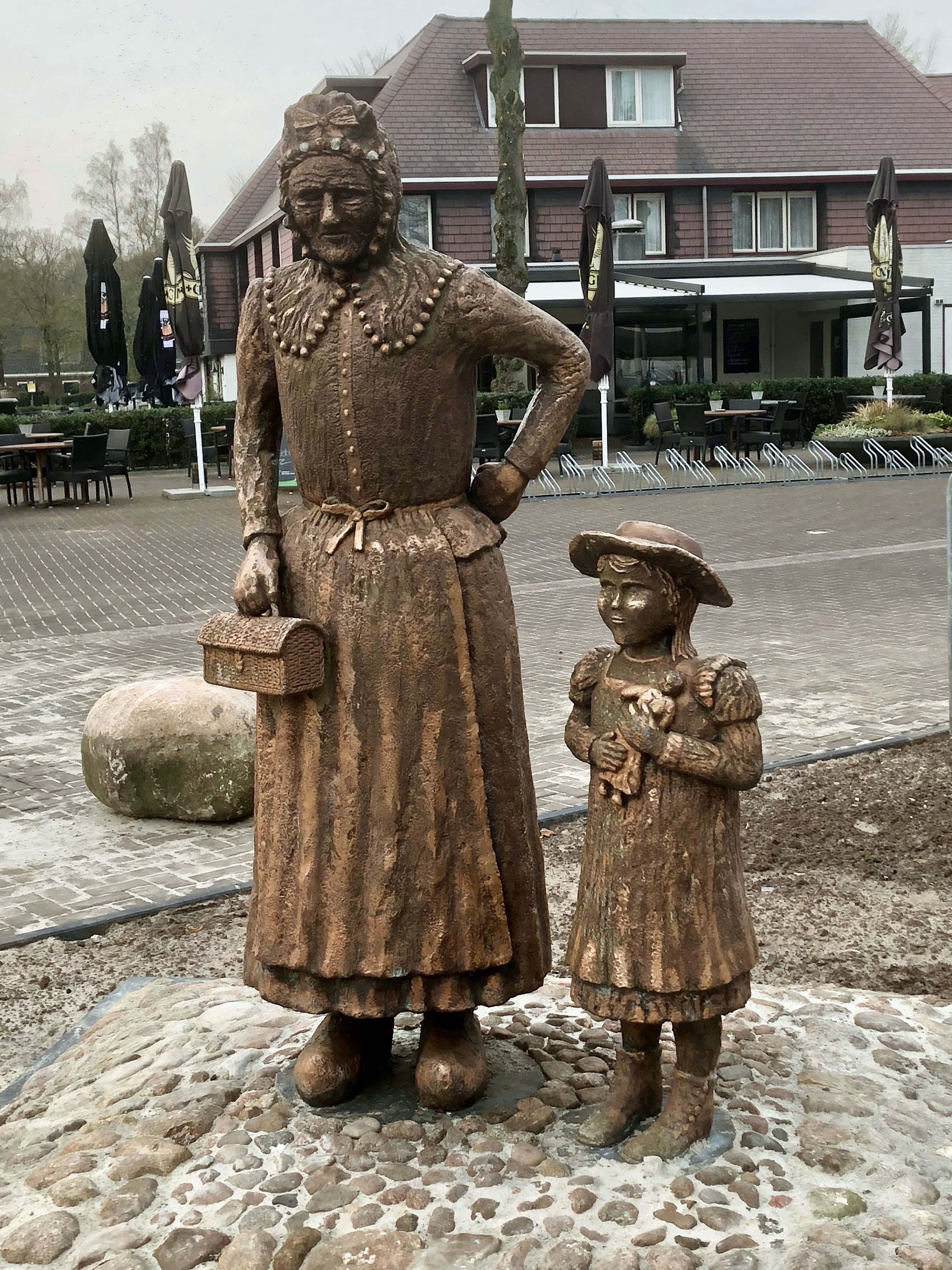
Otie en kleinkind
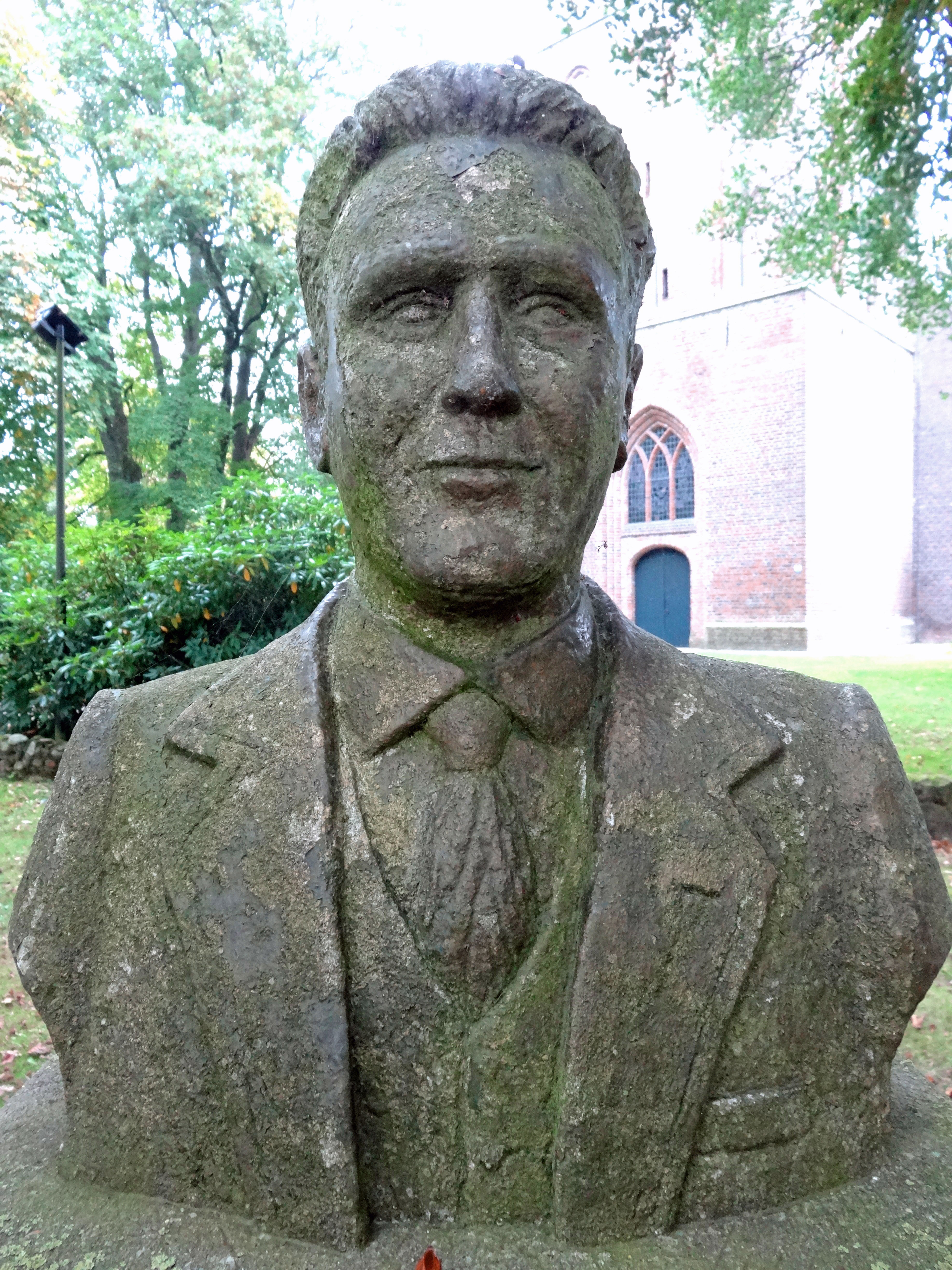
Jan Naarding
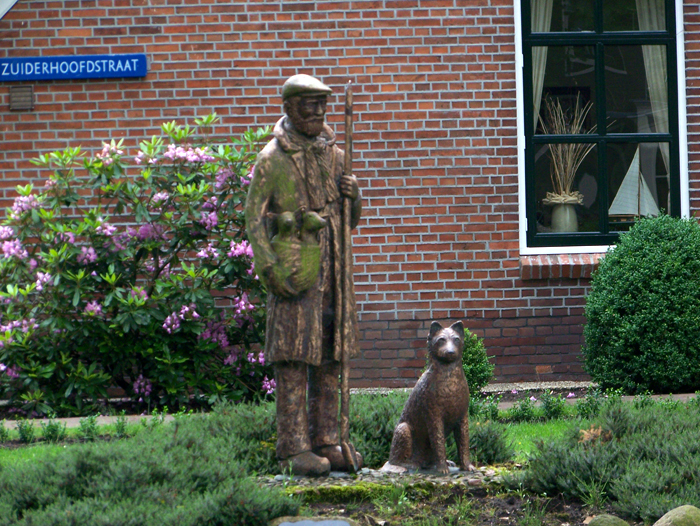
Scheeper en zijn hond